# Herman Boerhaave
Herman Boerhaave (31 de diciembre de 1668-23 de septiembre de 1738) fue un botánico, humanista y médico neerlandés. Boerhaave tiene un carácter único en la historia de la ciencia ya que, aunque realizó escasos descubrimientos, tuvo una inmensa influencia en tres ramas del saber:  botánica, medicina y química.
Es considerado una de las figuras más notables de la medicina europea, y ocupó diversas cátedras en la Universidad de Leiden. Su doctrina intenta combinar las concepciones clásicas con las teorías patológicas y fisiológicas aparecidas en el siglo XVII. Destacan sus Aforismos para conocer y curar las enfermedades según las doctrinas médicas (1709), obra traducida a varios idiomas.

## Biografía

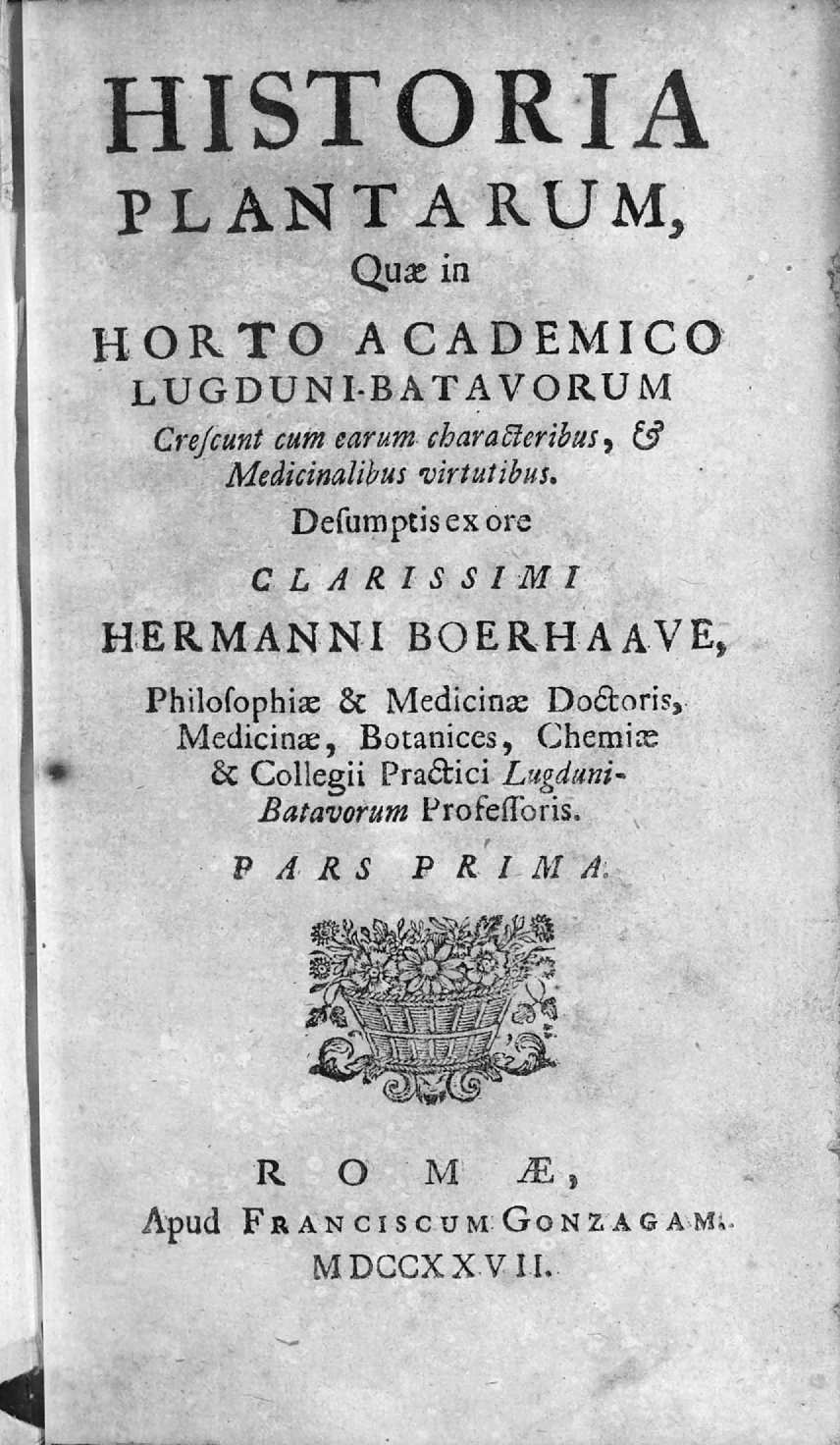
Historia plantarum quae in Horto Academico Lugduni-Batavorum crescunt, 1727

Aphorismi de cognoscendis et curandis morbis, 1728

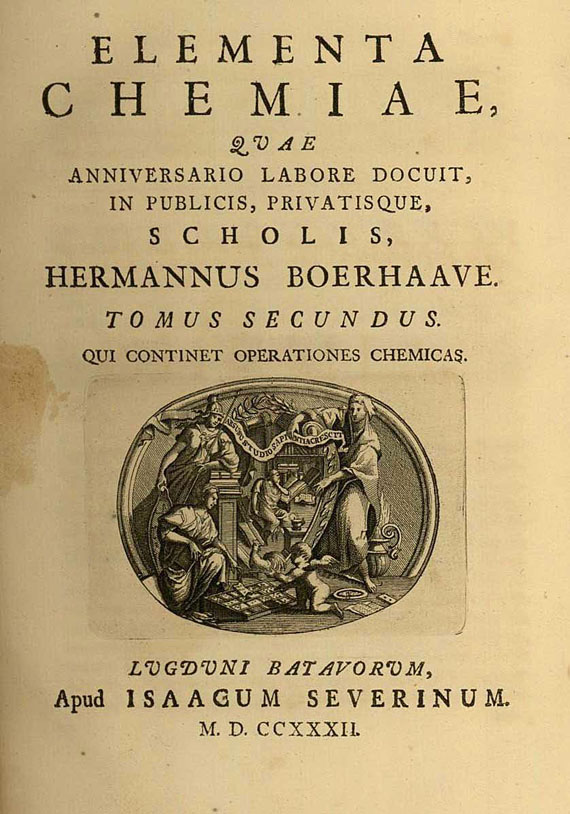
Elementa Chemiae, 1732

Boerhaave nació cerca de Leiden, y en 1684 ingresó en su universidad, donde estudió filosofía (incluyendo la natural), letras clásicas, hebreo y caldeo. En 1690 se doctoró en filosofía y comenzó los estudios de teología y medicina (no en Leiden, sino en Harderwijk).
En 1701 fue nombrado profesor de medicina en la universidad; sus estudios comprendían fisiología, patología general e introducción a la terapéutica. Boerhaave fue nombrado catedrático de medicina y botánica de Leiden en 1709, y en 1714 nombrado catedrático de medicina clínica, cargo que ocupa hasta su muerte.
Los principios en el estudio de la química por parte de Boerhaave fueron casi autodidactas; en los años que estudiaba teología sintió gran atracción por esta ciencia y realizó varios experimentos con su hermanastro, recibiendo hacia la misma época algunas lecciones de Davis Stam, antiguo alumno de Franciscus Sylvius. Desde estos primeros años Boerhaave continuó realizando experimentos químicos; sus lecciones (primero particulares y luego oficiales) fueron cambiando de carácter y extendiéndose gradualmente hasta dividirse en dos cursos: uno de teoría y otro de demostraciones prácticas. En 1731 redacta sus lecciones en su libro Elementa Chemiae, que fue sin duda el más importante de los primitivos textos de química, ya que recoge todos los conocimientos que se tenían entonces acerca de la química.
Para resumir la importancia de Boerhaave en el campo de la química, vale indicar que concibió dicha ciencia como entidad independiente de otra rama del saber, y debe reconocérsele el mérito de haber sido el primero en aplicar los principios newtonianos a la química (durante doce años fue el único partidario en Ley de Newton) y, gracias a esto, adquirió un fundamento cuantitativo que nunca había tenido antes.
Cuando Boerhaave inició sus experimentos químicos, aún se conservaban las creencias y nociones de la alquimia, pero durante su carrera logró desterrar algunas ideas y supo tomar los principios importantes de sus antecesores (aunque la que se refería a la transmutación de los metales no desapareció tan fácilmente). En una serie de experimentos que duraron varios años, logró demostrar que la "materia ígnea" no tiene peso, y que una masa de hierro pesa lo mismo a la temperatura ambiente que cuando está al rojo.
Refiriéndonos a los experimentos de Boerhaave, realizó varios avances con el mercurio (publicados en parte en la Philosophical Transactions de la Royal Society) donde parece haber indicaciones de que durante sus laboriosos experimentos (algunos duraron 15 años) obtuvo, sin saberlo, la segregación de isótopos de mercurio. Asimismo, antes de 1729, Boerhaave (usando un método que exigía más de un año) separó de la orina la sal netivis urinae, esto es, la urea, cuyo descubrimiento se reconocería 50 años más tarde.

## Publicaciones
- Institutiones rei medicae in usus annuae exercitationis domestica (Leiden, 1708, en 8 ediciones en holandés, París, Londres, etc.; en francés por La Mettrie, Rennes, 1738, en-8; Parí, 1750, en-12 ; etc,)
- Aphorismi de cognoscendis et curandis morbis (Leiden, 1709; en francés por La Mettrie).
- Index plantarum quae in horto académico Lugduno Batavo reperiuntur (Leiden, 1710, en-8; 1720, en-4 ; 1727, 2 vols. en-4)
- Epistola de fábrica glandularurn in corpore humano, etc. (Leiden, 1722, en-4, y numerosas ediciones), etc.
- Elementa chemiae (París, 1724; en francés por La Mettrie)
- Sus discípulos publican bajo su nombre: Methodus discendi medicinam, revisión de Haller, 1751
- Gran número de ediciones de antiguas y nuevas obras, entre otras las ediciones de Arétée de Cappadoce, Leiden, 1731, y de la Historia insectorum de Jan Swammerdam, 1737
- Todas sus obras se reúnen en una publicación en Venecia, 1766, en-4

## Honores
- 1728, electo miembro de la Academia de las Ciencias francesa
- 1730, miembro de la Royal Society

### Epónimos
- Síndrome de Boerhaave

Género
- (Nyctaginaceae) Boerhavia L.[2]

Especies
- (Convolvulaceae) Convolvulus boerhavia Spreng.[3]

- La abreviatura «Boerh.» se emplea para indicar a Herman Boerhaave como autoridad en la descripción y clasificación científica de los vegetales.[4]